# Porcellionides breviramus
Porcellionides breviramus är en kräftdjursart som beskrevs av Shen 1949. Porcellionides breviramus ingår i släktet Porcellionides och familjen Porcellionidae. Inga underarter finns listade i Catalogue of Life.